# Baria
Baria (z gr. βαρύς barýs – ciężki) – jednostka ciśnienia układu miar CGS, oznaczana symbolem b. Jest równa 1 dynie na centymetr kwadratowy. 
{\displaystyle 1\,{\text{b}}={\frac {1\,{\text{g}}}{1\,{\text{cm}}\cdot {\text{s}}^{2}}}={\frac {1\,{\text{dyn}}}{1\,{\text{cm}}^{2}}}}
Jedna baria odpowiada jednemu mikrobarowi. Dziesięć barii stanowi jeden paskal:
1 b = 1 μbar = 10−6 bar = 0,1 Pa
Dawniej była używana we Francji.